# Andrzej Skupień Florek
Andrzej Skupień Florek (ur. 25 listopada 1902 w Białym Dunajcu (przysiółku Stołowe), zm. 2 grudnia 1973 w Krakowie) – historyk amator, gawędziarz i poeta z Podhala.

## Biografia
W dzieciństwie wychowywał go dziadek Florian – stąd przydomek (rodzice wyjechali do Ameryki). Do szkoły uczęszczał tylko przez trzy lata, od dzieciństwa pracował, w tym na służbie u bogatych gazdów. W wojsku związał się z generałem Andrzejem Galicą (regionalistą podhalańskim, również urodzonym w Białym Dunajcu), który ukierunkował rozwój Skupnia Florka. Generał podsuwał mu m.in. odpowiednią literaturę. Szczególnie ważne dla Skupnia Florka były Wskazania dla synów Podhala Władysława Orkana. Po tej lekturze postanowił spisać dzieje swojej wsi rodzinnej. Właśnie Biały Dunajec – moja wieś rodzinna to dzieło życia Skupnia Florka. Pracował nad nim kilkanaście lat, także podczas okupacji hitlerowskiej. Prowadził poszukiwania w archiwach krakowskich i lwowskich, księgach parafialnych, a także przeprowadzał liczne wywiady środowiskowe. Z uwagi na braki w przygotowaniu fachowym traktował istotne źródła na równi z fikcją literacką i legendą. Mimo pewnej surowości stylowej dzieło było ważnym przyczynkiem do dziejów Podhala.
Po II wojnie światowej, w latach 50. XX wieku, prawdopodobnie z uwagi na różnice zdań z władzą ludową, pisywał wyłącznie „do szuflady”. Później pisał liczne artykuły, opowiadania, gawędy i wiersze. Publikował w almanachu Wieś tworząca, wydawanym w Lublinie. Wiersze Skupnia Florka znalazły się w Antologii współczesnej poezji ludowej (1967). Wydał też tomik poezji Miłuj Podhale. Ważnym artykułem jest monografia Wojciecha Kułacha Wawrzyńcoka z Gliczarowa – wybitnego chłopskiego rzeźbiarza podhalańskiego z XIX wieku.
Skupień Florek był ponadto gawędziarzem, który występował w domach wczasowych w Zakopanem, na festiwalach i imprezach folklorystycznych. Był wielokrotnym laureatem konkursu gawędziarskiego „Sabałowe Bajania” w Bukowinie Tatrzańskiej.